# Вільнер Яків Семенович
Я́ків Семе́нович Ві́льнер (рос. Яков Семёнович Вильнер; нар. 13 (26) вересня 1899, Одеса — пом. 29 червня 1931, Ленінград) — український радянський шахіст і шаховий композитор, організатор і педагог, шаховий журналіст єврейського походження. 3-разовий чемпіон УРСР з шахів: 1924, 1925 і 1928. Чемпіон СРСР з шахової композиції в розділі 3-ходівок 1929, переможець загалом 30 турнірів з композиції. Майстер спорту СРСР (1924).

## Життєпис
Жив в Одесі. Учасник 5 чемпіонатів СРСР із шахів, найвище місце — 6-8-е (1924). Переможець першого чемпіонату УРСР з шахів 1924 року, який проходив у Києві. Повторив успіх наступного року, а 1928 року поділив 1-2 місця спільно з Володимиром Кириловим. Популяризовував шахи, виховав кількох відомих українських шахістів. У 1920 році під час «червоного терору» в Одесі втручання Вільнера вберегло від смерті майбутнього чемпіона світу Олександра Алехіна, якого засуджено до страти.
Один з піонерів стратегічної школи в 3-ходових задачах у СРСР. Складав задачі різних жанрів. Переможець першого Всесоюзного чемпіонату з шахової композиції 1929 у розділі 3-ходівок. Призер ряду конкурсів з шахової композиції.
Мав хронічну астму, часто застуджувався. Помер у 31-річному віці.

## Творчість
|   | a | b | c | d | e | f | g | h |   |
| 8 | g8 білий король · a7 білий кінь · d7 чорний пішак · g7 чорний пішак · h7 білий ферзь · d6 білий пішак · g6 білий слон · d5 білий пішак · e5 білий слон · c4 чорний король · d4 білий пішак · g4 чорний пішак · a3 білий пішак · b3 чорний пішак · e3 чорний пішак · b2 білий пішак · e2 білий пішак · f2 чорний кінь · g2 чорна тура | g8 білий король · a7 білий кінь · d7 чорний пішак · g7 чорний пішак · h7 білий ферзь · d6 білий пішак · g6 білий слон · d5 білий пішак · e5 білий слон · c4 чорний король · d4 білий пішак · g4 чорний пішак · a3 білий пішак · b3 чорний пішак · e3 чорний пішак · b2 білий пішак · e2 білий пішак · f2 чорний кінь · g2 чорна тура | g8 білий король · a7 білий кінь · d7 чорний пішак · g7 чорний пішак · h7 білий ферзь · d6 білий пішак · g6 білий слон · d5 білий пішак · e5 білий слон · c4 чорний король · d4 білий пішак · g4 чорний пішак · a3 білий пішак · b3 чорний пішак · e3 чорний пішак · b2 білий пішак · e2 білий пішак · f2 чорний кінь · g2 чорна тура | g8 білий король · a7 білий кінь · d7 чорний пішак · g7 чорний пішак · h7 білий ферзь · d6 білий пішак · g6 білий слон · d5 білий пішак · e5 білий слон · c4 чорний король · d4 білий пішак · g4 чорний пішак · a3 білий пішак · b3 чорний пішак · e3 чорний пішак · b2 білий пішак · e2 білий пішак · f2 чорний кінь · g2 чорна тура | g8 білий король · a7 білий кінь · d7 чорний пішак · g7 чорний пішак · h7 білий ферзь · d6 білий пішак · g6 білий слон · d5 білий пішак · e5 білий слон · c4 чорний король · d4 білий пішак · g4 чорний пішак · a3 білий пішак · b3 чорний пішак · e3 чорний пішак · b2 білий пішак · e2 білий пішак · f2 чорний кінь · g2 чорна тура | g8 білий король · a7 білий кінь · d7 чорний пішак · g7 чорний пішак · h7 білий ферзь · d6 білий пішак · g6 білий слон · d5 білий пішак · e5 білий слон · c4 чорний король · d4 білий пішак · g4 чорний пішак · a3 білий пішак · b3 чорний пішак · e3 чорний пішак · b2 білий пішак · e2 білий пішак · f2 чорний кінь · g2 чорна тура | g8 білий король · a7 білий кінь · d7 чорний пішак · g7 чорний пішак · h7 білий ферзь · d6 білий пішак · g6 білий слон · d5 білий пішак · e5 білий слон · c4 чорний король · d4 білий пішак · g4 чорний пішак · a3 білий пішак · b3 чорний пішак · e3 чорний пішак · b2 білий пішак · e2 білий пішак · f2 чорний кінь · g2 чорна тура | g8 білий король · a7 білий кінь · d7 чорний пішак · g7 чорний пішак · h7 білий ферзь · d6 білий пішак · g6 білий слон · d5 білий пішак · e5 білий слон · c4 чорний король · d4 білий пішак · g4 чорний пішак · a3 білий пішак · b3 чорний пішак · e3 чорний пішак · b2 білий пішак · e2 білий пішак · f2 чорний кінь · g2 чорна тура | 8 |
| 7 | g8 білий король · a7 білий кінь · d7 чорний пішак · g7 чорний пішак · h7 білий ферзь · d6 білий пішак · g6 білий слон · d5 білий пішак · e5 білий слон · c4 чорний король · d4 білий пішак · g4 чорний пішак · a3 білий пішак · b3 чорний пішак · e3 чорний пішак · b2 білий пішак · e2 білий пішак · f2 чорний кінь · g2 чорна тура | g8 білий король · a7 білий кінь · d7 чорний пішак · g7 чорний пішак · h7 білий ферзь · d6 білий пішак · g6 білий слон · d5 білий пішак · e5 білий слон · c4 чорний король · d4 білий пішак · g4 чорний пішак · a3 білий пішак · b3 чорний пішак · e3 чорний пішак · b2 білий пішак · e2 білий пішак · f2 чорний кінь · g2 чорна тура | g8 білий король · a7 білий кінь · d7 чорний пішак · g7 чорний пішак · h7 білий ферзь · d6 білий пішак · g6 білий слон · d5 білий пішак · e5 білий слон · c4 чорний король · d4 білий пішак · g4 чорний пішак · a3 білий пішак · b3 чорний пішак · e3 чорний пішак · b2 білий пішак · e2 білий пішак · f2 чорний кінь · g2 чорна тура | g8 білий король · a7 білий кінь · d7 чорний пішак · g7 чорний пішак · h7 білий ферзь · d6 білий пішак · g6 білий слон · d5 білий пішак · e5 білий слон · c4 чорний король · d4 білий пішак · g4 чорний пішак · a3 білий пішак · b3 чорний пішак · e3 чорний пішак · b2 білий пішак · e2 білий пішак · f2 чорний кінь · g2 чорна тура | g8 білий король · a7 білий кінь · d7 чорний пішак · g7 чорний пішак · h7 білий ферзь · d6 білий пішак · g6 білий слон · d5 білий пішак · e5 білий слон · c4 чорний король · d4 білий пішак · g4 чорний пішак · a3 білий пішак · b3 чорний пішак · e3 чорний пішак · b2 білий пішак · e2 білий пішак · f2 чорний кінь · g2 чорна тура | g8 білий король · a7 білий кінь · d7 чорний пішак · g7 чорний пішак · h7 білий ферзь · d6 білий пішак · g6 білий слон · d5 білий пішак · e5 білий слон · c4 чорний король · d4 білий пішак · g4 чорний пішак · a3 білий пішак · b3 чорний пішак · e3 чорний пішак · b2 білий пішак · e2 білий пішак · f2 чорний кінь · g2 чорна тура | g8 білий король · a7 білий кінь · d7 чорний пішак · g7 чорний пішак · h7 білий ферзь · d6 білий пішак · g6 білий слон · d5 білий пішак · e5 білий слон · c4 чорний король · d4 білий пішак · g4 чорний пішак · a3 білий пішак · b3 чорний пішак · e3 чорний пішак · b2 білий пішак · e2 білий пішак · f2 чорний кінь · g2 чорна тура | g8 білий король · a7 білий кінь · d7 чорний пішак · g7 чорний пішак · h7 білий ферзь · d6 білий пішак · g6 білий слон · d5 білий пішак · e5 білий слон · c4 чорний король · d4 білий пішак · g4 чорний пішак · a3 білий пішак · b3 чорний пішак · e3 чорний пішак · b2 білий пішак · e2 білий пішак · f2 чорний кінь · g2 чорна тура | 7 |
| 6 | g8 білий король · a7 білий кінь · d7 чорний пішак · g7 чорний пішак · h7 білий ферзь · d6 білий пішак · g6 білий слон · d5 білий пішак · e5 білий слон · c4 чорний король · d4 білий пішак · g4 чорний пішак · a3 білий пішак · b3 чорний пішак · e3 чорний пішак · b2 білий пішак · e2 білий пішак · f2 чорний кінь · g2 чорна тура | g8 білий король · a7 білий кінь · d7 чорний пішак · g7 чорний пішак · h7 білий ферзь · d6 білий пішак · g6 білий слон · d5 білий пішак · e5 білий слон · c4 чорний король · d4 білий пішак · g4 чорний пішак · a3 білий пішак · b3 чорний пішак · e3 чорний пішак · b2 білий пішак · e2 білий пішак · f2 чорний кінь · g2 чорна тура | g8 білий король · a7 білий кінь · d7 чорний пішак · g7 чорний пішак · h7 білий ферзь · d6 білий пішак · g6 білий слон · d5 білий пішак · e5 білий слон · c4 чорний король · d4 білий пішак · g4 чорний пішак · a3 білий пішак · b3 чорний пішак · e3 чорний пішак · b2 білий пішак · e2 білий пішак · f2 чорний кінь · g2 чорна тура | g8 білий король · a7 білий кінь · d7 чорний пішак · g7 чорний пішак · h7 білий ферзь · d6 білий пішак · g6 білий слон · d5 білий пішак · e5 білий слон · c4 чорний король · d4 білий пішак · g4 чорний пішак · a3 білий пішак · b3 чорний пішак · e3 чорний пішак · b2 білий пішак · e2 білий пішак · f2 чорний кінь · g2 чорна тура | g8 білий король · a7 білий кінь · d7 чорний пішак · g7 чорний пішак · h7 білий ферзь · d6 білий пішак · g6 білий слон · d5 білий пішак · e5 білий слон · c4 чорний король · d4 білий пішак · g4 чорний пішак · a3 білий пішак · b3 чорний пішак · e3 чорний пішак · b2 білий пішак · e2 білий пішак · f2 чорний кінь · g2 чорна тура | g8 білий король · a7 білий кінь · d7 чорний пішак · g7 чорний пішак · h7 білий ферзь · d6 білий пішак · g6 білий слон · d5 білий пішак · e5 білий слон · c4 чорний король · d4 білий пішак · g4 чорний пішак · a3 білий пішак · b3 чорний пішак · e3 чорний пішак · b2 білий пішак · e2 білий пішак · f2 чорний кінь · g2 чорна тура | g8 білий король · a7 білий кінь · d7 чорний пішак · g7 чорний пішак · h7 білий ферзь · d6 білий пішак · g6 білий слон · d5 білий пішак · e5 білий слон · c4 чорний король · d4 білий пішак · g4 чорний пішак · a3 білий пішак · b3 чорний пішак · e3 чорний пішак · b2 білий пішак · e2 білий пішак · f2 чорний кінь · g2 чорна тура | g8 білий король · a7 білий кінь · d7 чорний пішак · g7 чорний пішак · h7 білий ферзь · d6 білий пішак · g6 білий слон · d5 білий пішак · e5 білий слон · c4 чорний король · d4 білий пішак · g4 чорний пішак · a3 білий пішак · b3 чорний пішак · e3 чорний пішак · b2 білий пішак · e2 білий пішак · f2 чорний кінь · g2 чорна тура | 6 |
| 5 | g8 білий король · a7 білий кінь · d7 чорний пішак · g7 чорний пішак · h7 білий ферзь · d6 білий пішак · g6 білий слон · d5 білий пішак · e5 білий слон · c4 чорний король · d4 білий пішак · g4 чорний пішак · a3 білий пішак · b3 чорний пішак · e3 чорний пішак · b2 білий пішак · e2 білий пішак · f2 чорний кінь · g2 чорна тура | g8 білий король · a7 білий кінь · d7 чорний пішак · g7 чорний пішак · h7 білий ферзь · d6 білий пішак · g6 білий слон · d5 білий пішак · e5 білий слон · c4 чорний король · d4 білий пішак · g4 чорний пішак · a3 білий пішак · b3 чорний пішак · e3 чорний пішак · b2 білий пішак · e2 білий пішак · f2 чорний кінь · g2 чорна тура | g8 білий король · a7 білий кінь · d7 чорний пішак · g7 чорний пішак · h7 білий ферзь · d6 білий пішак · g6 білий слон · d5 білий пішак · e5 білий слон · c4 чорний король · d4 білий пішак · g4 чорний пішак · a3 білий пішак · b3 чорний пішак · e3 чорний пішак · b2 білий пішак · e2 білий пішак · f2 чорний кінь · g2 чорна тура | g8 білий король · a7 білий кінь · d7 чорний пішак · g7 чорний пішак · h7 білий ферзь · d6 білий пішак · g6 білий слон · d5 білий пішак · e5 білий слон · c4 чорний король · d4 білий пішак · g4 чорний пішак · a3 білий пішак · b3 чорний пішак · e3 чорний пішак · b2 білий пішак · e2 білий пішак · f2 чорний кінь · g2 чорна тура | g8 білий король · a7 білий кінь · d7 чорний пішак · g7 чорний пішак · h7 білий ферзь · d6 білий пішак · g6 білий слон · d5 білий пішак · e5 білий слон · c4 чорний король · d4 білий пішак · g4 чорний пішак · a3 білий пішак · b3 чорний пішак · e3 чорний пішак · b2 білий пішак · e2 білий пішак · f2 чорний кінь · g2 чорна тура | g8 білий король · a7 білий кінь · d7 чорний пішак · g7 чорний пішак · h7 білий ферзь · d6 білий пішак · g6 білий слон · d5 білий пішак · e5 білий слон · c4 чорний король · d4 білий пішак · g4 чорний пішак · a3 білий пішак · b3 чорний пішак · e3 чорний пішак · b2 білий пішак · e2 білий пішак · f2 чорний кінь · g2 чорна тура | g8 білий король · a7 білий кінь · d7 чорний пішак · g7 чорний пішак · h7 білий ферзь · d6 білий пішак · g6 білий слон · d5 білий пішак · e5 білий слон · c4 чорний король · d4 білий пішак · g4 чорний пішак · a3 білий пішак · b3 чорний пішак · e3 чорний пішак · b2 білий пішак · e2 білий пішак · f2 чорний кінь · g2 чорна тура | g8 білий король · a7 білий кінь · d7 чорний пішак · g7 чорний пішак · h7 білий ферзь · d6 білий пішак · g6 білий слон · d5 білий пішак · e5 білий слон · c4 чорний король · d4 білий пішак · g4 чорний пішак · a3 білий пішак · b3 чорний пішак · e3 чорний пішак · b2 білий пішак · e2 білий пішак · f2 чорний кінь · g2 чорна тура | 5 |
| 4 | g8 білий король · a7 білий кінь · d7 чорний пішак · g7 чорний пішак · h7 білий ферзь · d6 білий пішак · g6 білий слон · d5 білий пішак · e5 білий слон · c4 чорний король · d4 білий пішак · g4 чорний пішак · a3 білий пішак · b3 чорний пішак · e3 чорний пішак · b2 білий пішак · e2 білий пішак · f2 чорний кінь · g2 чорна тура | g8 білий король · a7 білий кінь · d7 чорний пішак · g7 чорний пішак · h7 білий ферзь · d6 білий пішак · g6 білий слон · d5 білий пішак · e5 білий слон · c4 чорний король · d4 білий пішак · g4 чорний пішак · a3 білий пішак · b3 чорний пішак · e3 чорний пішак · b2 білий пішак · e2 білий пішак · f2 чорний кінь · g2 чорна тура | g8 білий король · a7 білий кінь · d7 чорний пішак · g7 чорний пішак · h7 білий ферзь · d6 білий пішак · g6 білий слон · d5 білий пішак · e5 білий слон · c4 чорний король · d4 білий пішак · g4 чорний пішак · a3 білий пішак · b3 чорний пішак · e3 чорний пішак · b2 білий пішак · e2 білий пішак · f2 чорний кінь · g2 чорна тура | g8 білий король · a7 білий кінь · d7 чорний пішак · g7 чорний пішак · h7 білий ферзь · d6 білий пішак · g6 білий слон · d5 білий пішак · e5 білий слон · c4 чорний король · d4 білий пішак · g4 чорний пішак · a3 білий пішак · b3 чорний пішак · e3 чорний пішак · b2 білий пішак · e2 білий пішак · f2 чорний кінь · g2 чорна тура | g8 білий король · a7 білий кінь · d7 чорний пішак · g7 чорний пішак · h7 білий ферзь · d6 білий пішак · g6 білий слон · d5 білий пішак · e5 білий слон · c4 чорний король · d4 білий пішак · g4 чорний пішак · a3 білий пішак · b3 чорний пішак · e3 чорний пішак · b2 білий пішак · e2 білий пішак · f2 чорний кінь · g2 чорна тура | g8 білий король · a7 білий кінь · d7 чорний пішак · g7 чорний пішак · h7 білий ферзь · d6 білий пішак · g6 білий слон · d5 білий пішак · e5 білий слон · c4 чорний король · d4 білий пішак · g4 чорний пішак · a3 білий пішак · b3 чорний пішак · e3 чорний пішак · b2 білий пішак · e2 білий пішак · f2 чорний кінь · g2 чорна тура | g8 білий король · a7 білий кінь · d7 чорний пішак · g7 чорний пішак · h7 білий ферзь · d6 білий пішак · g6 білий слон · d5 білий пішак · e5 білий слон · c4 чорний король · d4 білий пішак · g4 чорний пішак · a3 білий пішак · b3 чорний пішак · e3 чорний пішак · b2 білий пішак · e2 білий пішак · f2 чорний кінь · g2 чорна тура | g8 білий король · a7 білий кінь · d7 чорний пішак · g7 чорний пішак · h7 білий ферзь · d6 білий пішак · g6 білий слон · d5 білий пішак · e5 білий слон · c4 чорний король · d4 білий пішак · g4 чорний пішак · a3 білий пішак · b3 чорний пішак · e3 чорний пішак · b2 білий пішак · e2 білий пішак · f2 чорний кінь · g2 чорна тура | 4 |
| 3 | g8 білий король · a7 білий кінь · d7 чорний пішак · g7 чорний пішак · h7 білий ферзь · d6 білий пішак · g6 білий слон · d5 білий пішак · e5 білий слон · c4 чорний король · d4 білий пішак · g4 чорний пішак · a3 білий пішак · b3 чорний пішак · e3 чорний пішак · b2 білий пішак · e2 білий пішак · f2 чорний кінь · g2 чорна тура | g8 білий король · a7 білий кінь · d7 чорний пішак · g7 чорний пішак · h7 білий ферзь · d6 білий пішак · g6 білий слон · d5 білий пішак · e5 білий слон · c4 чорний король · d4 білий пішак · g4 чорний пішак · a3 білий пішак · b3 чорний пішак · e3 чорний пішак · b2 білий пішак · e2 білий пішак · f2 чорний кінь · g2 чорна тура | g8 білий король · a7 білий кінь · d7 чорний пішак · g7 чорний пішак · h7 білий ферзь · d6 білий пішак · g6 білий слон · d5 білий пішак · e5 білий слон · c4 чорний король · d4 білий пішак · g4 чорний пішак · a3 білий пішак · b3 чорний пішак · e3 чорний пішак · b2 білий пішак · e2 білий пішак · f2 чорний кінь · g2 чорна тура | g8 білий король · a7 білий кінь · d7 чорний пішак · g7 чорний пішак · h7 білий ферзь · d6 білий пішак · g6 білий слон · d5 білий пішак · e5 білий слон · c4 чорний король · d4 білий пішак · g4 чорний пішак · a3 білий пішак · b3 чорний пішак · e3 чорний пішак · b2 білий пішак · e2 білий пішак · f2 чорний кінь · g2 чорна тура | g8 білий король · a7 білий кінь · d7 чорний пішак · g7 чорний пішак · h7 білий ферзь · d6 білий пішак · g6 білий слон · d5 білий пішак · e5 білий слон · c4 чорний король · d4 білий пішак · g4 чорний пішак · a3 білий пішак · b3 чорний пішак · e3 чорний пішак · b2 білий пішак · e2 білий пішак · f2 чорний кінь · g2 чорна тура | g8 білий король · a7 білий кінь · d7 чорний пішак · g7 чорний пішак · h7 білий ферзь · d6 білий пішак · g6 білий слон · d5 білий пішак · e5 білий слон · c4 чорний король · d4 білий пішак · g4 чорний пішак · a3 білий пішак · b3 чорний пішак · e3 чорний пішак · b2 білий пішак · e2 білий пішак · f2 чорний кінь · g2 чорна тура | g8 білий король · a7 білий кінь · d7 чорний пішак · g7 чорний пішак · h7 білий ферзь · d6 білий пішак · g6 білий слон · d5 білий пішак · e5 білий слон · c4 чорний король · d4 білий пішак · g4 чорний пішак · a3 білий пішак · b3 чорний пішак · e3 чорний пішак · b2 білий пішак · e2 білий пішак · f2 чорний кінь · g2 чорна тура | g8 білий король · a7 білий кінь · d7 чорний пішак · g7 чорний пішак · h7 білий ферзь · d6 білий пішак · g6 білий слон · d5 білий пішак · e5 білий слон · c4 чорний король · d4 білий пішак · g4 чорний пішак · a3 білий пішак · b3 чорний пішак · e3 чорний пішак · b2 білий пішак · e2 білий пішак · f2 чорний кінь · g2 чорна тура | 3 |
| 2 | g8 білий король · a7 білий кінь · d7 чорний пішак · g7 чорний пішак · h7 білий ферзь · d6 білий пішак · g6 білий слон · d5 білий пішак · e5 білий слон · c4 чорний король · d4 білий пішак · g4 чорний пішак · a3 білий пішак · b3 чорний пішак · e3 чорний пішак · b2 білий пішак · e2 білий пішак · f2 чорний кінь · g2 чорна тура | g8 білий король · a7 білий кінь · d7 чорний пішак · g7 чорний пішак · h7 білий ферзь · d6 білий пішак · g6 білий слон · d5 білий пішак · e5 білий слон · c4 чорний король · d4 білий пішак · g4 чорний пішак · a3 білий пішак · b3 чорний пішак · e3 чорний пішак · b2 білий пішак · e2 білий пішак · f2 чорний кінь · g2 чорна тура | g8 білий король · a7 білий кінь · d7 чорний пішак · g7 чорний пішак · h7 білий ферзь · d6 білий пішак · g6 білий слон · d5 білий пішак · e5 білий слон · c4 чорний король · d4 білий пішак · g4 чорний пішак · a3 білий пішак · b3 чорний пішак · e3 чорний пішак · b2 білий пішак · e2 білий пішак · f2 чорний кінь · g2 чорна тура | g8 білий король · a7 білий кінь · d7 чорний пішак · g7 чорний пішак · h7 білий ферзь · d6 білий пішак · g6 білий слон · d5 білий пішак · e5 білий слон · c4 чорний король · d4 білий пішак · g4 чорний пішак · a3 білий пішак · b3 чорний пішак · e3 чорний пішак · b2 білий пішак · e2 білий пішак · f2 чорний кінь · g2 чорна тура | g8 білий король · a7 білий кінь · d7 чорний пішак · g7 чорний пішак · h7 білий ферзь · d6 білий пішак · g6 білий слон · d5 білий пішак · e5 білий слон · c4 чорний король · d4 білий пішак · g4 чорний пішак · a3 білий пішак · b3 чорний пішак · e3 чорний пішак · b2 білий пішак · e2 білий пішак · f2 чорний кінь · g2 чорна тура | g8 білий король · a7 білий кінь · d7 чорний пішак · g7 чорний пішак · h7 білий ферзь · d6 білий пішак · g6 білий слон · d5 білий пішак · e5 білий слон · c4 чорний король · d4 білий пішак · g4 чорний пішак · a3 білий пішак · b3 чорний пішак · e3 чорний пішак · b2 білий пішак · e2 білий пішак · f2 чорний кінь · g2 чорна тура | g8 білий король · a7 білий кінь · d7 чорний пішак · g7 чорний пішак · h7 білий ферзь · d6 білий пішак · g6 білий слон · d5 білий пішак · e5 білий слон · c4 чорний король · d4 білий пішак · g4 чорний пішак · a3 білий пішак · b3 чорний пішак · e3 чорний пішак · b2 білий пішак · e2 білий пішак · f2 чорний кінь · g2 чорна тура | g8 білий король · a7 білий кінь · d7 чорний пішак · g7 чорний пішак · h7 білий ферзь · d6 білий пішак · g6 білий слон · d5 білий пішак · e5 білий слон · c4 чорний король · d4 білий пішак · g4 чорний пішак · a3 білий пішак · b3 чорний пішак · e3 чорний пішак · b2 білий пішак · e2 білий пішак · f2 чорний кінь · g2 чорна тура | 2 |
| 1 | g8 білий король · a7 білий кінь · d7 чорний пішак · g7 чорний пішак · h7 білий ферзь · d6 білий пішак · g6 білий слон · d5 білий пішак · e5 білий слон · c4 чорний король · d4 білий пішак · g4 чорний пішак · a3 білий пішак · b3 чорний пішак · e3 чорний пішак · b2 білий пішак · e2 білий пішак · f2 чорний кінь · g2 чорна тура | g8 білий король · a7 білий кінь · d7 чорний пішак · g7 чорний пішак · h7 білий ферзь · d6 білий пішак · g6 білий слон · d5 білий пішак · e5 білий слон · c4 чорний король · d4 білий пішак · g4 чорний пішак · a3 білий пішак · b3 чорний пішак · e3 чорний пішак · b2 білий пішак · e2 білий пішак · f2 чорний кінь · g2 чорна тура | g8 білий король · a7 білий кінь · d7 чорний пішак · g7 чорний пішак · h7 білий ферзь · d6 білий пішак · g6 білий слон · d5 білий пішак · e5 білий слон · c4 чорний король · d4 білий пішак · g4 чорний пішак · a3 білий пішак · b3 чорний пішак · e3 чорний пішак · b2 білий пішак · e2 білий пішак · f2 чорний кінь · g2 чорна тура | g8 білий король · a7 білий кінь · d7 чорний пішак · g7 чорний пішак · h7 білий ферзь · d6 білий пішак · g6 білий слон · d5 білий пішак · e5 білий слон · c4 чорний король · d4 білий пішак · g4 чорний пішак · a3 білий пішак · b3 чорний пішак · e3 чорний пішак · b2 білий пішак · e2 білий пішак · f2 чорний кінь · g2 чорна тура | g8 білий король · a7 білий кінь · d7 чорний пішак · g7 чорний пішак · h7 білий ферзь · d6 білий пішак · g6 білий слон · d5 білий пішак · e5 білий слон · c4 чорний король · d4 білий пішак · g4 чорний пішак · a3 білий пішак · b3 чорний пішак · e3 чорний пішак · b2 білий пішак · e2 білий пішак · f2 чорний кінь · g2 чорна тура | g8 білий король · a7 білий кінь · d7 чорний пішак · g7 чорний пішак · h7 білий ферзь · d6 білий пішак · g6 білий слон · d5 білий пішак · e5 білий слон · c4 чорний король · d4 білий пішак · g4 чорний пішак · a3 білий пішак · b3 чорний пішак · e3 чорний пішак · b2 білий пішак · e2 білий пішак · f2 чорний кінь · g2 чорна тура | g8 білий король · a7 білий кінь · d7 чорний пішак · g7 чорний пішак · h7 білий ферзь · d6 білий пішак · g6 білий слон · d5 білий пішак · e5 білий слон · c4 чорний король · d4 білий пішак · g4 чорний пішак · a3 білий пішак · b3 чорний пішак · e3 чорний пішак · b2 білий пішак · e2 білий пішак · f2 чорний кінь · g2 чорна тура | g8 білий король · a7 білий кінь · d7 чорний пішак · g7 чорний пішак · h7 білий ферзь · d6 білий пішак · g6 білий слон · d5 білий пішак · e5 білий слон · c4 чорний король · d4 білий пішак · g4 чорний пішак · a3 білий пішак · b3 чорний пішак · e3 чорний пішак · b2 білий пішак · e2 білий пішак · f2 чорний кінь · g2 чорна тура | 1 |
|   | a | b | c | d | e | f | g | h |   |

1. Сb1! (із загрозою 2. Фc2+ bc 3.Сa2х) 1. … Кр: d5 2. Сg6! і Сf7х; 1. … Кd1 2. Фd3+ Кр: d5 3. Ф: b3х; 1. … g6 2. Ф: d7 Кр: d5 3. Фf7х

## Книги про чемпіона
Видавництвом Elk and Ruby 2019 року надрукована книга Сергія Ткаченка “Yakov Vilner, First Ukrainian Chess Champion and First USSR Chess Composition Champion: A World Champion's Favorite Composers”.

## Турнірні результати

### Чемпіонати України
Яків Вільнер зіграв у трьох фінальних турнірах чемпіонатів України, набравши загалом 27 очок із 33 можливих (+22-1=10). Вільнер набрав 81,8 % від числа можливих очок, що є найкращим показником за історію чемпіонатів України.
| Рік  | Місто  | Турнір                | + | − | = | Результат | Місце |
| ---- | ------ | --------------------- | - | - | - | --------- | ----- |
| 1924 | Київ   | 1-й чемпіонат України | 8 | 0 | 2 | 9 з 10    | Gold  |
| 1925 | Харків | 2-й чемпіонат України | 6 | 0 | 2 | 7 з 8     | Gold  |
| 1928 | Одеса  | 5-й чемпіонат України | 8 | 1 | 6 | 11 з 15   | — 2   |

### Чемпіонати СРСР
| Рік  | Місце проведення | Турнір                                               | Результат | + | —  | = | Місце   |
| ---- | ---------------- | ---------------------------------------------------- | --------- | - | -- | - | ------- |
| 1923 | Петроград        | 2-й чемпіонат СРСР                                   | 7½ з 12   | 2 | 7  | 3 | 11 — 13 |
| 1924 | Москва           | 3-й чемпіонат СРСР                                   | 9½ з 17   | 5 | 3  | 9 | 6 — 8   |
| 1925 | Ленінград        | 4-й чемпіонат СРСР                                   | 9½ з 19   | 6 | 6  | 7 | 11 — 13 |
| 1927 | Москва           | 5-й чемпіонат СРСР                                   | 8 з 20    | 7 | 11 | 2 | 15 — 17 |
| 1929 | Одеса            | 6-й чемпіонат СРСР (чвертьфінальний етап, група № 1) | 3 з 8     | 2 | 4  | 2 | 8 — 9   |